# يحيى بن إبراهيم المزكي
أبو زكريا يحيى بن أبي إسحاق إبراهيم بن محمد بن يحيى المزكي النيسابوري  شيخ التزكية ببلده، وأحد رواة الحديث النبوي.
ولد سنة نيف وثلاثين وثلاثمائة. حدث عن: أبي العباس الأصم، وأبي عبد الله بن الأخرم، والحسن بن يعقوب البخاري، وأبي بكر بن إسحاق الصبغي، وأحمد بن محمد بن عبدوس، وعدة من النيسابوريين، وأبي سهل بن زياد، وأبي بكر النجاد، وعبد الله بن إسحاق الخراساني، والقاضي أحمد بن كامل، وأحمد بن عثمان الأدمي من البغداديين، ومحمد بن علي بن دحيم وغيره من الكوفيين، انتقى عليه الحافظ أحمد بن علي الأصبهاني. حدث عنه: أبو بكر البيهقي كثيرا، وأبو صالح المؤذن، وأبو بكر محمد بن يحيى ولده، وعثمان بن محمد المحمي، وهبة الله بن أبي الصهباء، والقاسم بن الفضل الثقفي، وعلي بن أحمد بن الأخرم.
وكان شيخًا ثقة، نبيلا خيرًا، زاهدًا ورعًا متقنًا، ما كان يحدث إلا وأصله بيده يعارض، حدث بالكثير. كان بصيرًا بالمذهب الشافعي، تفقه على الأستاذ أبي الوليد حسان بن محمد. من مروياته: قرأت على يحيى بن محمد المكي بها، أخبرنا علي بن هبة الله، وقرأت على سنقر الزيني بحلب، أخبرنا علي بن محمود قالا: أخبرنا أبو طاهر السلفي، أخبرنا القاسم بن الفضل، أخبرنا يحيى بن إبراهيم، حدثنا أبو العباس محمد بن يعقوب، حدثنا الصغاني، حدثنا حجاح بن محمد قال: قال ابن جريج أخبرني عمرو بن يحيى بن عمارة: أنه سمع القراض يزعم أنه سمع أبا هريرة يقول: قال رسول الله صلى الله عليه وسلم: من أراد بها سوءا أذابه الله كما يذوب الملح في الماء. أخرجه مسلم عن محمد بن حاتم عن حجاج.

## وفاته
توفي في شهر ذي الحجة سنة 414 هـ.